# Casa de la Cultura
Una casa de la cultura o casa de cultura es una institución abierta y accesible al público, y que se encarga de generar de forma permanente, procesos de desarrollo cultural concertados entre la comunidad y las entidades estatales, destinado a la preservación, transmisión y fomento de muestras artísticas y culturales propias de la comunidad.
La casa de la cultura cuenta con una planta física para la enseñanza y la práctica de las diferentes expresiones culturales, así como para realizar la difusión, formación, capacitación, investigación, organización y apoyo a la creación artística, dictando talleres en diferentes áreas artísticas como son danza, teatro y narración oral, música, artes plásticas, literatura, entre otras; y dirigido a niños, jóvenes, adultos y adultos mayores.
Es un espacio de encuentro de articulación de procesos sociales y culturales que posibilitan la inclusión de la población con el fin de diseñar las políticas, posibilitar los derechos, dar acceso al arte, desarrollar actividades de formación y capacitación en las diferentes áreas artísticas y culturales, apoyando la creación artística y fomentando el intercambio cultural.
Las casas de la cultura usualmente tienen bibliotecas, ludotecas, auditorio, talleres culturales de danzas, música, artes plásticas, teatro y otras actividades generalmente gratuitas o a precios accesibles para la comunidad. Este tipo de locales tienen una gran importancia para la preservación de la cultura local, sobre todo en comunidades rurales que carecen de teatros, cines o salas de conciertos. Aunque también en las grandes ciudades las casas de la cultura tienen importancia para mantener actividades culturales con grupos de todas las edades y estratos sociales.